# バスコン語基層説

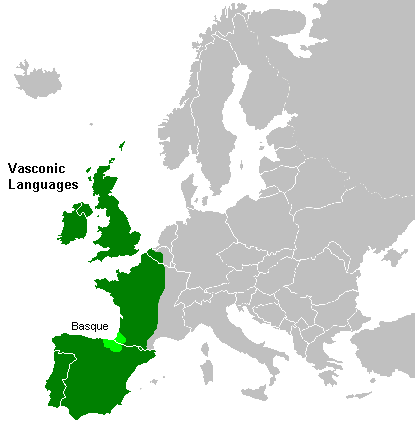
提唱されているバスコン語族の分布

バスコン語基層説（Vasconic substratum theory）は西ヨーロッパの言語のいくらかにはバスク語族（バスク語のみが現存）が基層言語として残存しているという仮説である。ドイツ人言語学者en:Theo Vennemannによって提唱されているが、他の言語学者には受け入れられていない。Vennemannによると、バスコン語族はインド・ヨーロッパ語族に置き換えられる以前にはヨーロッパ大陸に広がっていた。それらの言語の名残が中ヨーロッパと西ヨーロッパの地名に残存しているとしている。

## 参考
- Alfred Bammesberger, Theo Vennemann: Languages in prehistoric Europe. Winter, Heidelberg 2003, 319-332. ISBN 3-8253-1449-9
- Theo Vennemann; Europa Vasconica - Europa Semitica, Berlin 2003.